# 伦山区采拉
伦山区采拉（德語：Zella/Rhön），简称采拉（德語：Zella，發音：[ˈtsɛla]），是德国图林根州瓦特堡县曾经的一个市镇，面积1.72平方千米，2017年12月31日人口为412人。2019年1月1日，伦山区采拉与另外5个市镇并入市镇代姆巴赫。